# Токарь, Руслан Иванович
Руслан Иванович Токарь (р. 24 марта 1975 года, г. Полтава) — городской голова города Никополь (Украина) с 2010 года.

## Биография
Родился 24 марта 1975 года в городе Полтаве в семье рабочих.
В 1986 году вместе с родителями переехал на постоянное жительство в Никополь, где в 1992 году окончил школу № 9.
Трудовую деятельность начал в 1992 г., в должности рабочего склада в Полтаве.
В 1997 г. закончил Полтавский технический университет, по специальности «инженер-строитель».
Учась на последнем курсе университета, основал и возглавил своё первое частное предприятие. За 14 лет работы в бизнесе сменил несколько руководящих должностей в ряде крупных частных предприятий.
В 2008 г. основал общественное движение «Родной Никополь», а в 2009 г. — политическую партию «Справедливая страна».
В 2010 г. избран городским головой Никополя. С первых дней своей деятельности успел прославиться на всю Украину, понизив в городе тариф на воду.
Председатель никопольской городской организации Партии регионов с 2011 года.
11 марта 2014 года депутаты Никопольского горсовета выразили Руслану Токарю недоверие. Днепропетровский окружной административный суд 15.11.2014 года признал решение депутатов о снятии Токаря правомерным и в судебном заседании подтвердил многочисленные факты нарушений Токарем Р. И. Конституции Украины, законов Украины, факты невыполнения своих полномочий.

## Семья
Женат. Имеет двоих детей. Отец умер в 2006 г., мать работает бухгалтером, проживает в Никополе.